# Gerald Ouellette
Joseph Raymond Gerald „Gerry“ Ouellette (* 14. August 1934 in Windsor, Ontario; † 2. September 1975 ebenda) war ein kanadischer Sportschütze. 1956 war er Olympiasieger im Liegendschießen mit dem Kleinkalibergewehr.

## Karriere
Ouellette nahm bei den Olympischen Spielen 1956 an Wettbewerben in drei Disziplinen teil. Im Dreistellungskampf mit dem freien Gewehr belegte er den 11. Platz unter 20 Teilnehmern. Drei Tage später nahmen 44 Teilnehmer am Dreistellungskampf mit dem Kleinkalibergewehr teil, Ouellette erreichte Platz 21. Tags darauf, am 5. Dezember 1956, beteiligten sich ebenfalls 44 Teilnehmer am Liegendwettbewerb mit dem Kleinkalibergewehr. Ouellette erzielte 600 von 600 möglichen Punkten und gewann die Goldmedaille vor Wassili Borissow aus der UdSSR und seinem Landsmann Gilmour Boa. Ouellettes Leistung wurde aber nicht als Weltrekord anerkannt, da die Anlage nicht die erforderlichen 50 Meter Abstand zum Ziel aufwies, sondern anderthalb Meter zu kurz war.
Drei Jahre nach seinem Olympiasieg gewann Ouellette vier Medaillen bei den Panamerikanischen Spielen 1959 in Chicago. Er siegte im Dreistellungskampf mit dem freien Gewehr, erhielt Silber im Dreistellungskampf mit dem Kleinkalibergewehr und belegte jeweils den dritten Platz mit dem Kleinkalibergewehr kniend und stehend. Bei den Panamerikanischen Spielen 1967 gewann er eine Silbermedaille im Kleinkaliber-Dreistellungskampf.
Zwölf Jahre nach seiner ersten Olympiateilnahme war Ouellette auch bei den Olympischen Spielen 1968 in Mexiko-Stadt dabei. Im Liegendschießen mit dem Kleinkalibergewehr belegte er unter 86 Teilnehmern den 20. Platz. Im Kleinkaliber-Dreistellungskampf waren 62 Schützen am Start, Ouellette erreichte mit drei Punkten Rückstand auf den Bronzerang den sechsten Platz.
Ouellette war ausgebildeter Technischer Zeichner. Er starb bei einem Absturz mit seinem Privatflugzeug. Fast vierzig Jahre nach seinem Olympiasieg wurde Gerald Ouellette auf einer Briefmarke der kanadischen Post in der Serie Sporting Heroes abgebildet.